# Совершенно потрясающе
«Совершенно потрясающе» — американский телевизионный комедийный фильм, созданный каналом VH1. Пародия на многие популярные фильмы 1980-х.

## Сюжет
Когда семья Гандерсонов отправляется в путешествие через всю страну к своему новому дому, у юного красавца Чарли, цветущей танцовщицы Лори и невероятно умного Макса есть свои собственные представления о том, какой будет жизнь в их новом городе. Когда Чарли в первый же день школы выделяют как самого непопулярного выпускника, местная девушка-изгой Билли любезно соглашается ввести его в курс дела и провести ему познавательный экспресс-курс по тому, как устроена школьная жизнь. Тем временем Лори с удивлением обнаруживает, что в ее новом городе танцы запрещены, и единственное место, где можно оторваться, — это тайные танцевальные занятия, проводимые в гараже нынешнего уборщика и бывшего преподавателя танцев Габриэля. Сразу же получив запрет на посещение этих секретных вечеринок, Лори тайком ускользает, чтобы быть с добрым Габриэлем, в то время как ее чувства к преподавателю танцев растут, и пара приводит в действие хитроумный план, чтобы открыть новую эру танцев в городе. Когда Чарли клянётся покорить сердце популярной девушки Кимберли, соревнуясь с её бойфрендом-спортсменом Киппом в предстоящем школьном десятиборье, влюблённая Билли тихонько тоскует по ничего не подозревающему новичку, наблюдая за ним издалека, пока тот начинает интенсивные тренировки с японским садовником Ямагаши. Пока его семья пытается приспособиться к новой жизни, гений-затворник Макс продолжает работать над сверхсовременным домашним компьютером, который вскоре привлекает внимание ЦРУ.

## В ролях
- Майки Дэй — Чарли Гандерсон
- Тревор Хайнс — Макс Гандерсон
- Доминик Суэйн — Лори Гандерсон
- Джеймс Хонг — мистер Ямагаши
- Крис Кэттэн — Габриэль
- Бриттани Дэниел — Кимберли
- Джоуи Керн — Кип Вандерхофф
- Никки Клайн — Билли
- Терил Ротери — миссис Гандерсон
- Трейси Морган — Дарнелл
- Ричард Де Клерк — Ник / Оборотень
- Бижу Филлипс — Карелинн (камео)
- Дэвид Джеймс Льюис — агент ЦРУ Джонсон
- Кристал Лоу — симпатичная девушка
- Тайлер Джонстон — студент
- Бен Штейн — в роли самого себя

## Пародируемые фильмы
- «Грязные танцы» — сюжетная линия с Лори и её занятиями танцами.
- «Нечто замечательное» — обыгрывается в названии.
- «Парень-каратист» — сюжетная линия с Чарли и его тренировками у мистера Ямагаши.
- «Волчонок» — персонаж Ника, школьника-оборотня.
- «Шестнадцать свечей»
- «Свободные»
- «Свой в доску»
- «Девушка в розовом»
- «Лукас»
- «Уж лучше умереть»

## Критика
Хизер Бернер из Common Sense Media дала фильму оценку 3 из 5 и назвала его «пародией VH1, которая просто потрясающая для подростков-фанатов фильмов 80-х».
Дэвид Корнелиус из DVD Talk сравнил фильм с провальной комедией «Недетское кино», и подчеркнул, что создатели фильма снова путают «отсылку с панчлайном». По его словам, авторы «достаточно разбираются в теме, чтобы придумать остроумные шутки, но не могут превратить их в достойный повод для смеха», и в заключении добавил: «Это могла бы быть остроумная, довольно уморительная пародия, но вместо этого получился сухой, раздутый проект, который не может довести свои идеи до конца». 